# Primer ministre d'Abkhàzia
La posició de Primer Ministre en la república independent de facto (però no reconeguda internacionalment) d'Abkhàzia és secundària després de la de President. Mentre que el rol de president ha estat ocupat durant molts anys per un sol home, Vladislav Àrdzinba de 1992 a 2004, la posició de primer ministre ha canviat de mans nombroses vegades.
- Vazha Zarandia (1992 - 1993)
- Sokrat Djindjolia (1993 - 1994)
- Guennadi Gagúlia (1995 - 29 d'abril de 1997)
- Serguei Bagapx (29 d'abril de 1997 - desembre de 1999)
- Vyacheslav Tsugba (desembre de 1999 - juny de 2001)
- Anri Djergenia (Juny de 2001 - 29 de novembre de 2002)
- Guennadi Gagúlia (29 de novembre de 2002 - 22 d'abril de 2003)
- Raul Khadjimba (22 d'abril de 2003 - 6 d'octubre de 2004)
- Nodar Khashba (6 d'octubre de 2004 - 14 de febrer de 2005)
- Alexander Ankvab (14 de febrer de 2005 - 13 de febrer de 2010)
- Serguei Xamba (13 de febrer de 2010 - 27 de setembre de 2011)
- Leonid Lakerbaia (27 de setembre de 2011 - 2 de juny de 2014)
- Vladimir Delba (2 de juny de 2014 - 29 de setembre de 2014) (en funcions)
- Beslan Butba (29 de setembre de 2014 - 17 de març de 2015)
- Shamil Adzynba (17 de març de 2015 - 20 de març de 2015) (en funcions)
- Artur Mikvabia (20 de març de 2015 - 26 de juliol de 2016)
- Shamil Adzynba (26 de juliol de 2016 - 5 d'agost de 2016) (en funcions)
- Beslan Bartsits (5 d'agost de 2016 - 2018)
- Gennady Gagulia (2018 – 2018)
- Daur Arshba (2018 – 2018)
- Geçici Başbakan (2018 - 2018)
- Valeri Bganba (2018 - actualitat)